# Daniel Fortea
Daniel Fortea (* 28. April 1878 in Benlloch (Region Valencia); † 5. März 1953 in Madrid, vollständig Daniel Fortea i Guimerà) war ein spanischer Gitarrist, Komponist und Gitarrenlehrer. Er war ein Schüler von Francisco Tárrega und spielte eine wesentliche Rolle bei der Wiederentdeckung der Gitarre in Spanien.

## Leben

Tárregas Erben: Andrés Segovia (1893–1987), Miguel Llobet (1878–1938), Daniel Fortea (1878–1953) und Emilio Pujol (1886–1980)

Fortea lernte als Kind Klarinette, Gitarre und Bandurria. Als Zwanzigjähriger ging er 1898 nach Castellón de la Plana, wo er bis 1909 gemeinsam mit Emilio Pujol und Miguel Llobet von Francisco Tárrega unterrichtet wurde. Nach Tárregas Tod 1909 zog Fortea nach Madrid und trat dort in verschiedenen Theatern als Gitarrist auf. Er eröffnete seine eigene Musikschule und legte hier den Grundstein der Biblioteca Fortea, einer umfangreichen Sammlung von Notenausgaben insbesondere für Gitarre, die von 1911 bis 1952 auch als monatliches Musikjournal (Publicación mensual de música) erschien.
In Madrid erregte Fortea die Aufmerksamkeit der königlichen Familie, insbesondere die Infantin Isabella soll ihm zugeneigt gewesen sein. Von der Königinmutter Maria Christina ist der Satz überliefert: „Wo Fortea ist, braucht man kein Orchester mehr.“.
Zu Forteas Schülern gehörte unter anderem der spanische Gitarrenbauer Paulino Bernabe (1932–2007). Bernabe lernte in der Werkstatt von José Ramírez, wo sich auch Fortea und der junge Andrés Segovia erstmals begegneten.

## Werk

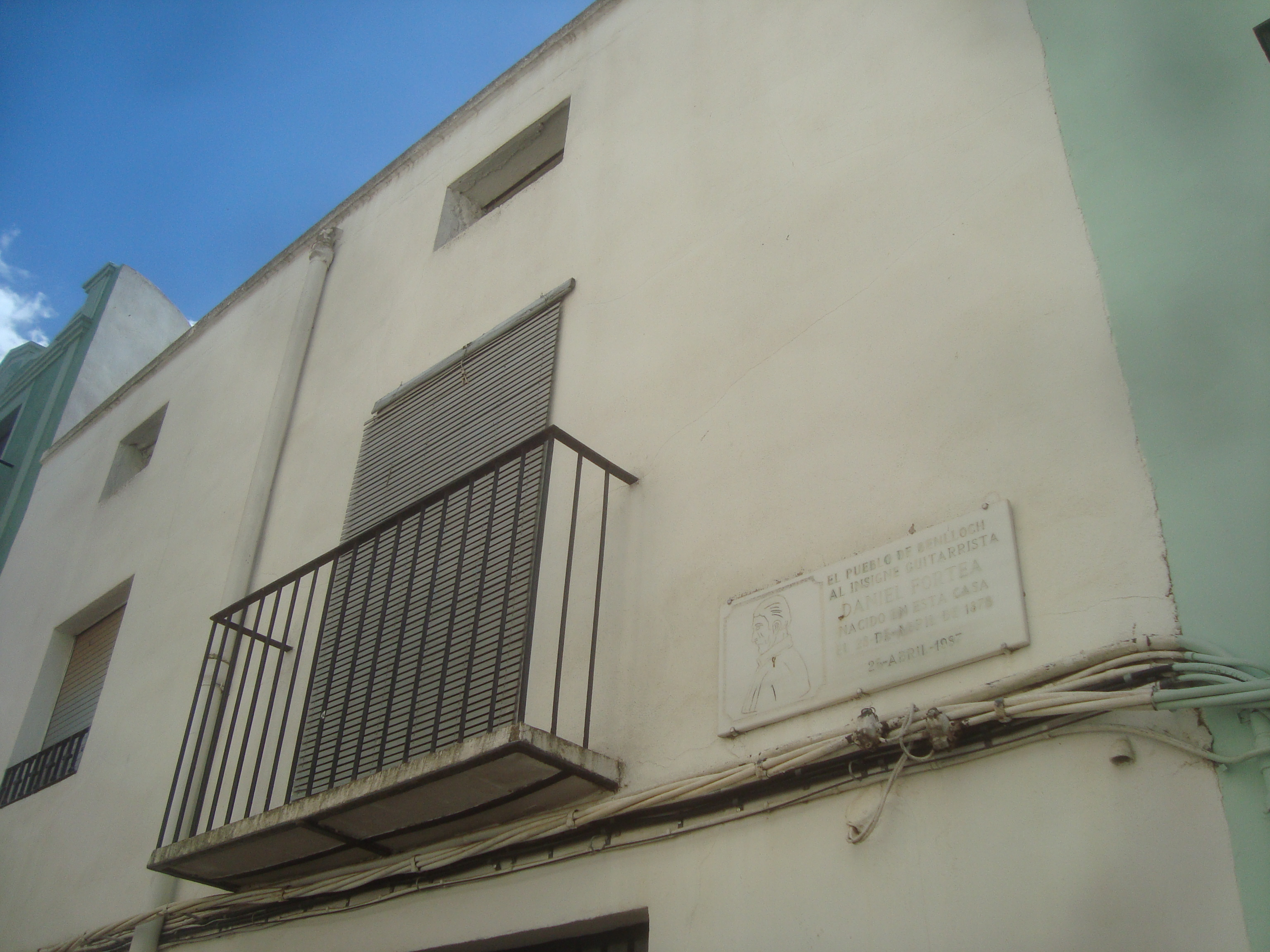
Geburtshaus von Daniel Fortea Guimerá (1878-1953) in der Gemeinde Benllóc.

Der Katalog der Biblioteca Fortea listet mehr als 40 eigene Kompositionen für eine, zwei oder vier Gitarren sowie rund 40 Arrangements für Gitarre. Weiterhin verfasste Fortea ein zweibändiges Lehrwerk (Método) mit zwei zugehörigen Alben sowie Studienbände für Arpeggios und Legatos.